# La Bocana
La Bocana ist eine Ortschaft und eine Parroquia rural („ländliches Kirchspiel“) im Kanton Piñas der ecuadorianischen Provinz El Oro. Die Parroquia besitzt eine Fläche von 61,69 km². Die Einwohnerzahl lag im Jahr 2010 bei 1365.

## Lage
Die Parroquia La Bocana liegt im Südwesten von Ecuador in den westlichen Ausläufern der Anden. Das Areal liegt im oberen Einzugsgebiet des Río Arenillas. Der 220 m hoch gelegene Ort La Bocana befindet sich 24,5 km westlich des Kantonshauptortes Piñas. Eine 5 km lange Nebenstraße verbindet La Bocana mit der weiter östlich verlaufenden Fernstraße E50 (Arenillas–Chaguarpamba).
Die Parroquia La Bocana grenzt im Norden an die Parroquia Piedras, im Osten an die Parroquia Saracay, im Südosten an die Parroquias Balsas und Bellamaría (beide im Kanton Balsas), im Süden und im Südwesten an die Parroquias Marcabelí und El Ingenio (Kanton Marcabelí) sowie im Westen an das Municipio von Arenillas (Kanton Arenillas).

## Orte und Siedlungen
Neben dem Hauptort La Bocana gibt es folgende Sitios:
- El Arenal
- El Brasil
- El Negro
- La Florida
- La Primavera
- Las Pampas
- Santa Teresita
- Valle Hermoso

## Geschichte
Die Parroquia La Bocana wurde am 30. August 1973 gegründet.